# 栃木県の市町村歌一覧
栃木県の市町村歌一覧（とちぎけんのしちょうそんかいちらん）は、日本の栃木県に属する市町村で制定されている、もしくは過去に制定されていた市町村歌などの自治体歌やそれに準じた楽曲の一覧である。なお、一覧の順序は全国地方公共団体コード順による。

## 概説
1962年（昭和37年）に制定された「県民の歌」（作詞：岡きよし、補作：栃木県県章・県民の歌選定委員会、作曲：川島博）は県内の公立学校での指導もあり、1960年代に制定された県民歌の中では認知度が比較的高いことで知られている。県下の市町でも平成の大合併で新たに誕生した市を含めて自治体歌制定への意識が高く、市部では2015年（平成27年）に栃木市・那須塩原市が、2016年（平成28年）に下野市が市歌を制定し、県内の全ての市で市歌が出揃っている。足利市と大田原市は21世紀に入って2代目の市歌を制定したが、旧市歌も市民愛唱歌として存続している。
町部でも市部と同様に制定率が高く、塩谷郡塩谷町が1975年（昭和50年）に作成した町制10周年記念歌を町歌とみなす場合は制定率100%となる。

## 市部
宇都宮市
- 宇都宮の歌[2] - 1956年（昭和31年）制定

作詞：西條八十 作曲：古賀政男
市制60周年記念。
足利市
- われらのまちに[3] - 2011年（平成23年）4月1日制定

作詞：清水次郎 補作：市民に親しまれる歌制定委員会 作曲：八洲秀章
2代目の市歌である。
- 足利市歌（旧）[3] - 1935年（昭和10年）11月16日制定

作詞：尾上柴舟 作曲：平岡均之
初代の市歌である。2代目市歌制定後は市民愛唱歌として扱われている。なお歌詞は3番まで存在するが、現在は2番までしか使われていない。
栃木市
- 明日への希望 - 2015年（平成27年）11月13日制定[4]

作詞：麻衣 作曲：久石譲
新設合併5周年記念。2代目（新設合併後としては初代）の市歌である。
佐野市
- 佐野市歌[5]

作詞：松島賢一 補作：榊原広子 作曲：榊原政敏
鹿沼市
- 鹿沼市歌[6] - 2007年（平成19年）3月31日

作詞：駒井瞭 補作：鹿沼市歌選定委員会 作曲：渡辺貞夫
2代目の市歌である。
- さわやか・ときめき・夢タウン[6] - 1998年（平成10年）発表

作詞：本田秀雄 作曲：タイロン橋本
市制50周年記念イメージソング。
日光市
- 日光市の歌[7] - 2011年（平成23年）制定

作詞：松島賢一 補作：喜多條忠 作曲：船村徹
新設合併5周年記念。2代目（新設合併後としては初代）の市歌である。
小山市
- 小山わがまち[8] - 1978年（昭和53年）7月10日制定

作詞：宮澤章二 作曲：佐藤眞
市制25周年記念。
真岡市
- 真岡市民のうた[9] - 1974年（昭和49年）11月1日制定

作詞：野沢一二 補作：制定委員会 作曲:青柳勝 編曲：中島安敏
大田原市
- 大地、空を映して[10] - 2006年（平成18年）11月1日制定

作詞：村田さち子 作曲：池辺晋一郎
2代目の市歌であり、例規集では「新・大田原市歌」とされている。
- 大田原市歌[12] - 1961年（昭和36年）11月16日制定

作詞：吉川静夫 作曲：大村能章
初代の市歌である。新市歌の制定後も廃止されず例規集に「前・大田原市歌」の表題で収録されている。
矢板市
- 矢板市の歌[13] - 1978年（昭和53年）11月1日制定

作詞：久保育雄 補作：関口義明 作曲：荒井英一 編曲：有賀敏文
作詞者は所在不明となっており、情報提供が呼び掛けられている。
那須塩原市
- 那須塩原市の歌[15] - 2015年（平成27年）3月25日制定

作詞：田代芳寛 作曲・編曲：田中聡美
さくら市
- 願いこめた花[16] - 2007年（平成19年）5月制定

作詞・作曲：河口京吾
那須烏山市
- 那須烏山市民の歌 〜希望の光〜[17] - 2014年（平成26年）10月26日制定

作詞：南ます子 作曲：荻野治子
下野市
- 下野市歌[18] - 2016年（平成28年）1月10日制定

作詞：保岡直樹 作曲：矢内弘子
市制10周年記念。

## 町部
河内郡上三川町
- 上三川町民の歌[19] - 1978年（昭和53年）3月制定

作詞：泉漾太郎 作曲：中田喜直
芳賀郡益子町
- 益子町民の歌[20]

作詞：伏見真之介 補作：雨宮義人 作曲：石井信夫
芳賀郡茂木町
- 茂木町民の歌[21]

作詞：渡辺力栄 作曲：三村義雄
芳賀郡市貝町
- 市貝町歌 - 1972年（昭和47年制定）[22]

作詞：入野道風 補作：堀江伸二 作曲：鈴木満雄
芳賀郡芳賀町
- 芳賀町民の歌[23] - 1977年（昭和52年）6月17日制定

作詞：塩田勉 補作：森菊蔵 作曲・編曲：狛林正一
下都賀郡壬生町
- 壬生町民の歌[24] - 1981年（昭和56年）制定

作詞：赤木紀子 補作：壬生町民の歌選定委員会 作曲：大森忠
普及のため「町民の歌広報大使」が任命されている。
下都賀郡野木町
- 野木町賛歌 ふれあいの町[26] - 1985年（昭和60年）3月30日制定

作詞：新井清時 補作・監修：なかにし礼 作曲：すぎやまこういち
塩谷郡塩谷町
- その人の歌 - 1975年（昭和50年）2月制定

作詞・作曲・編曲：船村徹
町制10周年記念歌。歌詞に「塩谷」を始めとする特定の地名は含まれておらず、町の沿革では日本コロムビアが製造したレコード（PES7597）のB面収録曲「塩谷町音頭」しか取り上げられていない。
塩谷郡高根沢町
- 高根沢町の歌[28] - 1959年（昭和34年）12月25日制定

作曲：広瀬鋭男 補作：星野哲郎 作曲：船村徹
那須郡那須町
- 那須町民の歌 - 1979年（昭和54年）11月制定[30]

作詞：島田藤翁 作曲：伊藤忠雄
那須郡那珂川町
- 心はふるさと 〜 那珂川町 町うた[31] - 2015年（平成27年）10月4日制定

作詞：那珂川町のみなさん・工藤慎太郎 作曲：工藤慎太郎 編曲：小倉良・尾栗直樹

## 廃止された市町村歌
栃木市
- 栃木市歌 - 1951年（昭和26年）11月制定

作詞：大木惇夫 作曲：乗松昭博
新設合併前の（旧）栃木市の市歌であり、合併協議会の申し合わせにより失効した。
佐野市
- 佐野市歌（旧） - 1944年(昭和19年)4月1日[32]

新設合併前の（旧）佐野市の市歌であり、合併協議会の申し合わせにより失効した。
鹿沼市
- 鹿沼市歌（旧） - 1951年6月8日制定

作詞：戸枝弘 作曲：堀内敬三
初代の市歌である。旧粟野町の編入合併後にも引き継がれたが、合併1周年を機に2代目の現市歌が制定されたことに伴い廃止。
日光市
- 日光市の歌（旧） - 1969年（昭和44年）10月1日制定[33]

作詞：蓬田秀雄 作曲：船村徹
市制施行15周年を記念して制定された初代の市歌である。新設合併に伴い廃止された。
今市市
- 今市市民の歌 - 1975年（昭和50年）1月制定[33]

黒磯市
- 黒磯市民の歌

作詞：吉川静夫 作曲：久地正信
河内郡南河内町
- 南河内町民の歌 すきですこの町 - 1991年（平成3年）制定[35]

作詞：町民の歌選定委員会 作曲：和田薫
町制施行20周年記念。
上都賀郡日光町
- 日光町民歌 - 1937年（昭和12年）制定

作詞：清水比庵 作曲：今村まさる
上都賀郡粟野町
- 町民の歌 - 1972年（昭和47年）1月制定

作詞：斎藤宗之 補作：町民の歌制定委員会 作曲：中田喜直 編曲：若松正司
上都賀郡足尾町
- 足尾の歌 - 1924年（大正13年）制定

足尾町選定 作曲：小松平五郎
芳賀郡二宮町
- 桜まち 夢のまち - 1994年（昭和69年）選定

作詞：島田陽子 作曲：池田八声。
下都賀郡石橋町
- 石橋町民の歌 あしたへの詩

作詞：中山大三郎 作曲：船村徹
下都賀郡大平町
- 大平町民の歌 - 1986年（昭和61年）11月12日制定[37]

作詞：星野哲郎 作曲：三木たかし 編曲：丸山雅仁
下都賀郡岩舟町
- 岩舟町民の歌 - 1966年（昭和41年）12月1日制定[37]

作詞：岡本淳三 作曲：松永耕明
塩谷郡栗山村
- 栗山村民の歌 - 1990年（平成2年）4月25日制定[33]

塩谷郡藤原町
- 藤原町町民の歌 - 1974年（昭和49年）6月15日制定[33]

那須郡南那須町
- 南那須町の歌 - 1964年（昭和39年）10月制定[38]

那須郡烏山町
- 烏山町民の歌 - 1978年（昭和53年）3月制定[38]

那須郡馬頭町
- 馬頭町の歌 - 1984年（昭和59年）10月7日制定

那須郡小川町
- 小川町民の歌 - 1982年（昭和57年）10月10日制定

那須郡黒羽町
- 黒羽町民の歌

合併後は黒羽地域の愛唱歌として存続。
那須郡西那須野町
- 西那須野町の歌 - 1967年（昭和42年）2月10日制定

那須郡塩原町
- 塩原町民の歌 - 1976年（昭和51年）6月10日制定

安蘇郡田沼町
- 田沼町民の歌 のびゆく田沼 - 1983年（昭和58年）11月30日制定[40][32]

田沼町民の歌制定委員会制作。作詞・作曲者不明。
安蘇郡葛生町
- 葛生町民の歌 - 1975年（昭和50年）1月8日制定[42][32]

作詞：野部千恵 作曲：松永耕明
合併20周年を記念して制定。